# Mina Buderman-van Dijk
Wilhelmina Johanna Reijniera (Mina) van Dijk (Amsterdam, 9 januari 1852 - Amsterdam, 10 mei 1933). Zij was vanaf haar 15e jaar actrice en zangeres, en werd later bekend als operette-artieste en speelde zij ook blijspel en drama mee als allround artieste. 
Aanvankelijk begon zij in Rotterdam bij het gezelschap Albregt & Van Ollefen, een verre voorloper van Het Nederlandsche Tooneel. In 1876 trok zij naar Amsterdam waar zij in de Tivoli-schouwburg, melo-drama's vertolkte en -na een jaar- deel nam aan verschillende operette's.

## Persoonlijk
Mina was de dochter van Cornelis Theodorus Joannes (Kees) van Dijk (Zutphen, 27 december 1821 - Rotterdam, 20 mei 1890), toneelspeler, en Christina Magdalena Elizabeth Albregt (Amsterdam, 27 maart1822  - Amsterdam, 10 oktober 1867), toneelspeelster. Vanwege het vroege overlijden van haar moeder, droeg Mina de zorg -als oudere halfzuster- van de zes-jarige Ko van Dijk. Op 24 april 1872 te Rotterdam trad zij in het huwelijk met Johannes Maximus Julianus Buderman (Rotterdam, 9 januari 1851), Nederlands theaterdirecteur, zoon van Wilhelmus Leonardus Buderman (Toneelspeler)  en Cornelia Paulina Droog (Toneelspeelster).
Mina overleed in 1933 te Amsterdam en werd begraven op De Nieuwe Oosterbegraafplaats te Amsterdam (waar haar graf inmiddels is geruimd).